# Гилов
Гилов (нем. Gielow) — община в Германии, в земле Мекленбург-Передняя Померания.
Входит в состав района Деммин. Подчиняется управлению Мальхин ам Куммеровер Зее.  Население составляет 1357 человек (на 31 декабря 2010 года). Занимает площадь 23,47 км².
Коммуна подразделяется на 6 сельских округов.